# محبة النحاس التايوانينية
محبة النحاس التايوانينية (الاسم العلمي: Cupriavidus taiwanensis) هي نوع من البكتيريا، سلبية الغرام، تتبع جنس محبة النحاس.